# 西野太盛
西野 太盛（にしの たいせい、1992年〈平成4年〉1月10日 - ）は、日本の俳優、モデル。大阪府出身。ジャパン・ミュージックエンターテインメント（イー・コンセプト）元所属。

## 略歴
- ストリートスナップをきっかけにSTREET JACK専属モデルに抜擢され芸能活動を始める[2]。

## 人物
趣味は、キックボクシング。
特技は、ボイスパーカッション、テコンドー、ラグビー。

## 出演

### テレビドラマ
- ウチの夫は仕事ができない 第2話（2017年7月15日 日本テレビ）
- 盤上のアルファ〜約束の将棋〜 第1話（2019年2月3日 BSプレミアム）
- 彼らを見ればわかること 第3話（2020年1月25日 WOWOW）
- いいね！光源氏くん（2020年4月4日 - 5月23日 NHK） - 小野健 役
  - いいね!光源氏くん し〜ずん2（2021年6月7日 - 28日 NHK総合） - 小野健 役
- 今野敏サスペンス 警視庁強行犯係 樋口顕 第2話（2021年1月22日 テレビ東京）- 西岡圭太 役
- 相棒 season20 第5話（2021年11月10日 テレビ朝日）

### ウェブドラマ
- SPECサーガ黎明篇「サトリの恋」（2018年9月28日 - 11月2日、Paravi）

### テレビアニメ
- それだけがネック（2020年10月12日 - 2021年1月4日 テレビ東京） - 上野 役

### バラエティ番組
- ツキプロch.（2016年4月6日 - 6月22日 TOKYO MX）
- ツキプロch. シーズン2（2016年10月7日 - 12月30日 TOKYO MX）
- 戦国炒飯TV（2020年9月19日、12月30日　TOKYO MX） - べぇはん 役
- 戦国炒飯TV（2020年10月3日 TOKYO MX） - 佐竹義重 役
- 戦国炒飯TV（2020年10月10日 TOKYO MX） - 伊達成実 役
- 戦国炒飯TV（2020年12月5日、12月26日 TOKYO MX） - 大谷吉継 役

### 映画
- ちょっとまて野球部!（2018年1月27日公開、日本出版販売/東映ビデオ）
- repeat〜人間のあやまち〜（2020年10月）

### 舞台
- From Three Sons of Mama Fratlli（2017年6月9日 - 18日 Zeppブルーシアター六本木 / 6月30日 - 7月2日 梅田芸術劇場） - 黄鯱 役
- イムリ（2017年7月26日 ‐ 31日 俳優座劇場） - ガヴィド 役
- ROSE GUNS DAYS - オリバー織部 役
  -  Season2（2017年12月6日 - 10日 ラゾーナ川崎プラザソル）
  - Season3（2018年3月7日 - 11日 シアターサンモール）
  - Last season（2018年12月28日 - 31日 シアターサンモール） -（ゲスト出演）
- DIABOLIK LOVERS MORE,BLOOD（2018年1月24日 ‐ 28日 クラブeX） - 無神アズサ 役
- 忍ノSAGA（2018年8月15日 ‐ 19日 シブゲキCBGK） - 望月出雲 役
- 「DIVE!!」The STAGE!!（2018年9月20日 ‐ 30日 シアター1010 / 10月6日・7日、森ノ宮ピロティホール） - 辻利彦 役
- 斬劇『戦国BASARA』蒼紅乱世『紅』未来への誇り（2018年12月7日 - 16日 東京オルタナティブシアター） - 宮本武蔵 役
- 私のホストちゃん - 群青 役
  - 私のホストちゃんTHE PREMIUM（2019年2月1日 - 2月24、東京オルタナティブシアター / 3月2日・3日 ウィンクあいち / 3月8日 - 3月10日 松下IMPホール）
  - 私のホストちゃんTHE LAST LIVE〜最後まで愛をナメんなよ！（2020年1月30日 - 2月2日 日本青年館ホール / 2月11日 名古屋市公会堂 / 2月14日 - 16日 NHK大阪ホール）
  - 私のホストちゃんTHE LAST LIVE〜最後の同窓会もナメんなよ！〜in豊洲PIT（2020年2月20日 チームスマイル豊洲PIT）
- 暁の帝〜朱鳥の乱編〜（2019年6月13日 - 23日 池袋シアターグリーン） - 草壁皇子 役
- FIRE HIP'S 第11回公演 Hey!柔道‼︎〜don't let me down〜（2019年8月3日 - 4日 スクエア荏原ひらつかホール） - オイール王子 役
- 湘南美容クリニックpresents クリスマスキャロル（2019年12月11日 - 15日 東京キネマ倶楽部 / 12月24日・25日 味園ユニバース） - トニー・ベイカー 役
- 舞台「タンブリング」 -谷慎太郎 役 
  - タンブリング（2020年4月19日- 29日、赤坂ACTシアター / 2020年5月9日- 10日、COOL JAPAN PARK OSAKA）(中止)[注 1]
  - タンブリング（2021年6月11日 - 13日、COOL JAPAN PARK OSAKA / 6月17日 - 24日、赤坂ACTシアター）[4]
- FIRE HIP'S 大感謝祭‼︎-THAT'Sバラエティーショー-（2021年8月7日 - 8日 スクエア荏原ひらつかホール）
- 甘くない話〜ノン・ドサージュ〜（2021年11月3 - 7日 日経ホール / 2021年11月3日　松下IMPホール）- ポヨ(星野龍馬) 役

### 朗読劇
- Wizards Witchery（2019年3月16日・17日 ニッショーホール） - アーサー・日本 役
- スイートルームで悪戯なキス 100シーンの恋+（2019年7月4日 - 7日 新大久保R'sアートコート） - 馬場三成 役

### ラジオ
- 超！A&G＋スペシャル ツキクララジオ（2016年12月16日 文化放送モバイル）
- 東貴博と山根千佳のラジオビバリー昼ズ（2019年6月4日 ニッポン放送）ゲスト

### イベント
- TUKINO CROWD FESTIVAL 2016 SUMMER（2016年7月18日 科学技術館 サイエンスホール）
- TUKINO CROWD FESTIVAL 2016 WINTER（2016年12月13日 赤坂BLITZ）
- 劇団アルタイルSPRING FESTIVAL2017（2017年4月15日 - 4月16日 NEW PIER HALL）
- TUKINO CROWD FESTIVAL 2017 SPRING（2017年5月17日 Zepp Tokyo）
- 舞台DIABOLIK LOVERS MORE,BLOOD DVD先行上映会（2018年4日3日）
- 斉藤秀翼 D.O.RPROLOGUE昼公演（2018年6月23日）ゲスト
- DVD舞台DIABOLIK LOVERS MORE,BLOOD発売記念イベント（2018年6月30日）
- Wizards Witcheryフォトブックリリースイベント（2019年5月19日、5月27日）
- ヴェートーク♪SP（2019年7月11日）ゲスト
- BASARA CLUBファンミーティング2019冬東京（2019年10月22日)
- 22時のヴェートーク♪（2021年1月18日）ゲスト

### その他
- 劇団アルタイル（護国寺ミカド）

## 作品

### 写真集
- 失恋男子-シツレンバナシ-2（2018年2月）
- Wizards Witchery（2019年5月）